# Rhaeboctesis
Rhaeboctesis là một chi nhện trong họ Liocranidae.